# Renhuai
Renhuai (仁怀 ; pinyin : Rénhuái) est une ville de la province du Guizhou en Chine. C'est une ville-district placée sous la juridiction de la ville-préfecture de Zunyi.

## Démographie
La population du district était de 561 239 habitants en 1999.